# アナトリアの虎
アナトリアの虎とは、1990年代からトルコの中央アナトリア地方で台頭した中小企業およびそれらの企業が台頭した都市の総称である。また、それらの企業で活躍した企業家を指すこともある。

## 沿革
トルコの中央アナトリア地方は、先進工業地域であった沿岸部に比べ開発が遅れていたが、工業団地の設置に伴い、1990年代から「アナトリアの虎」と呼ばれる輸出志向の中小企業が台頭した。「アナトリアの虎」の企業家には、伝統的かつ保守的なムスリムが多く、彼らは西欧的、世俗的なイスタンブールやイズミールの企業家への対抗意識を抱いていた。彼らは新しい市場を開拓するために、イスラームと地域ネットワークに基づくコミュニティを重視し、ムスリムの多い中東地域に積極的な投資を行った。
トゥルグト・オザルは首相時代に、サウジアラビアのファイサル・ファイナンスとアル・バラカ・トルコ金融会社、クウェート・トルコ金融会社を設立するなど、アナトリアの虎との協調姿勢を打ち出している。また、1990年に自主独立産業家・企業家協会が設立されたことでアナトリアの虎の勢力は拡大し、公正発展党政権が押し進めた経済緩和と経済自由化のもとで競争力を磨いた。アナトリアの虎の代表的な企業としては、カイセリで活躍した家具製造企業 Boydak Holding が挙げられる。
また、アナトリアの虎は親イスラーム政党と関係を築いた。彼らはレジェップ・タイイップ・エルドアンによる新興実業者層の保護政策のもとで経済成長を支え、エルドアンが所属する公正発展党と緊密な関係を築いた。しかし、2016年トルコクーデター未遂事件を受けて公正発展党が非常事態を宣言すると、ギュレン運動を支援しているとみなされた企業が次々と接収された。

## 定義
「アナトリアの虎」という呼称は、1993年に世界銀行が公開したレポート「東アジアの奇跡」において取り上げられた韓国、台湾、香港、シンガポールが「アジアの虎」および「アジアの龍」と呼ばれたことに由来する。「アナトリアの虎」という文言を初めて使用したのはトルコの日刊紙『ミッリイェト』であり、当初はカイセリ、カフラマンマラシュ、コンヤ、チョルム、ガジアンテプ、デニズリなど、特定の都市を指すのが一般的だったが、のちにこれらの都市や県で操業する企業も意味するようになり、特に宗教的な企業を指すようになったとされる。夏目美詠子は「もちろん、地方の中小企業のすべてが『宗教心が篤く保守的』なわけではない。しかし、宗教保守主義と経済合理主義の独特な融合に関心が集まり、『アナトリアの虎』は『宗教的な』新興地方企業の代名詞になった」と指摘している。なお、夏目は「アナトリアの虎」という呼称を快く思っていない経営者もいるとも指摘している